# Ogden Bruton
Ogden Bruton Carr (Mount Gilead, Carolina del Norte; 14 de junio de 1908-20 de enero de 2003) fue un médico pediatra y coronel estadounidense, descubridor de la enfermedad de Bruton (Agammaglubolinemia ligada al cromosoma X).

## Biografía
Nació el 14 de junio de 1908 en Mount Gilead, Carolina del Norte. En 1933 se graduó con honores en la Escuela de Medicina de la Universidad Vanderbilt, en donde realizó su residencia como pediatra hasta 1936.
La primera descripción de la afección fue realizada en el año 1952 por él, el cual estudió detenidamente el caso de un niño de 8 años que presentaba neumonías recurrentes y falta de gamma globulinas en sangre.